# Marianella Ledesma
Marianella Leonor Ledesma Narváez (Trujillo, 5 de mayo de 1963) es una abogada constitucionalista, magistrada, jueza y política peruana. Desde mayo del 2014 hasta mayo del 2022 se desempeñó como magistrada del Tribunal Constitucional del Perú, donde también fue presidenta de dicha institución desde enero del 2020 hasta enero del 2022 y siendo la primera mujer en presidirlo.

## Biografía

### Familia y estudios
Nació en la ciudad de Trujillo, el 5 de mayo de 1963. Es hija del exsenador y líder izquierdista, Genaro Ledesma.
Ingresó a Facultad de Derecho de la Universidad Nacional Mayor de San Marcos, en la cual se graduó como Bachiller en Derecho y obtuvo el título profesional de Abogada. Realizó una maestría en Derecho Civil y Comercial en la Universidad de San Martín de Porres. Obtuvo un Doctorado en Derecho y Ciencias Políticas en la Universidad Nacional Mayor de San Marcos.
Ha realizado estudios de maestría en Derecho penal en la Universidad de San Martín de Porres así como de Derecho constitucional en la Pontificia Universidad Católica del Perú.
Ha seguido estudios de especialización en Derecho procesal en la Universidad de Salamanca y en Tutela jurisdiccional en la Pontificia Universidad Católica del Perú.

### Carrera judicial
De 1988 a 1990 fue Juez de Paz Letrado en el 1er Juzgado de Breña, Pueblo Libre y Jesús María;  en el 2°Juzgado de La Victoria, en los 5º y 10° Juzgado de Lima, y en el 1° Juzgado de San Luis.
De 1990 a 1998 fue jueza de Paz Letrado del distrito de Barranco y Miraflores. De 1998 a 2014 fue jueza civil supernumerario de la Corte Superior de Justicia de Lima. Declinó de su cargo como jueza supernumerario el 23 de mayo del 2014, tras ser designada como magistrada del Tribunal Constitucional.

### Labor académica
En el ámbito académico, se desempeña actualmente como docente de Derecho Procesal Civil en la Universidad de Lima. Ha sido profesora en la Pontificia Universidad Católica del Perú, la Universidad Nacional Mayor de San Marcos y la Universidad de Piura
Es miembro del Instituto Iberoamericano de Derecho Procesal Civil, del Instituto Riva-Agüero de la Pontificia Universidad Católica del Perú y miembro honorario del Colegio de Abogados de La Libertad.

### Tribunal Constitucional
En mayo del 2014, Ledesma fue presentada por la bancada del partido Solidaridad Nacional como candidata al Tribunal Constitucional del Perú. Posteriormente el 21 de mayo del mismo año, Marianella Ledesma fue elegida por el Congreso de la República como magistrada del Tribunal Constitucional con 99 votos a favor, 1 en contra y 19 en abstenciones.
El 2 de diciembre del 2019, Marianella Ledesma fue elegida como presidenta del Tribunal Constitucional, cargo que asumió en enero del 2020 en reemplazo de Ernesto Blume. Ledesma se convirtió en la primera mujer en presidir el alto tribunal desde su creación en la Constitución de 1993.

## Distinciones
- Doctor Honoris Causa de la Universidad Femenina del Sagrado Corazón UNIFÉ, Lima, Perú (2020)

## Publicaciones
- El proceso cautelar (2013)
- Jurisdicción y Arbitraje (2010)

```
   Codigo Civil Comentado
```

- La justicia de paz en Lima (2002)
- El procedimiento conciliatorio: una visión teórico-normativa (2000)
- Jueces y reforma judicial (1999)

LEDESMA, M. L.(2023). El control judicial del poder. En Estudios de derecho constitucional: a 30 años de la Constitución Política de 1993. (pp. 1 - 1). LIMA. PUCP Asociación Civil Derecho & Sociedad.